# Lilia Podkopajeva
Lilia Podkopajeva (ukrainska: Лілія Олександрівна Подкопаєва; ryska: Лилия Александровна Подкопаева), född den 15 augusti 1978 i Donetsk, Ukrainska SSR, Sovjetunionen, är en ukrainsk före detta gymnast.
Hon tog OS-guld i fristående, OS-guld i mångkampen och OS-silver i bom i samband med de olympiska gymnastiktävlingarna 1996 i Atlanta.
Efter att ha drabbats av skador 1997 slutade hon att tävla. Sedan dess har hon bland annat startat en sportfestival och varit engagerad som goodwillambassadör åt FN, samt tävlat i den ukrainska versionen av Strictly Come Dancing och i Eurovision Dance Contest 2008.